# Labaroche
Ne doit pas être confondu avec La Baroche.
Pour les articles homonymes, voir Baroche.
Labaroche est une commune française située dans la circonscription administrative du Haut-Rhin et, depuis le 1er janvier 2021, dans le territoire de la Collectivité européenne d'Alsace, en région Grand Est.
Cette commune se trouve dans la région historique et culturelle d'Alsace.
Ses habitants sont appelés les Barochais ou les Barotchais.

## Géographie

### Localisation
Labaroche est située sur un plateau, à une altitude moyenne de 750 mètres, entre les vallées de Kaysersberg et de Munster. La commune culmine dans sa partie méridionale par deux mamelons jumeaux, le Grand Hohnack (980 m) et le Petit Hohnack (927 m). Le village est très étendu et compte de nombreux hameaux : la Place, les Évaux, la Chapelle, Basse Baroche...
C'est une des 201 communes réparties sur quatre départements : les Vosges, le Haut-Rhin, le Territoire de Belfort et la Haute-Saône du parc naturel régional des Ballons des Vosges.
|             | Lapoutroie | Kaysersberg Vignoble |
| Orbey       | Labaroche  | Ammerschwihr         |
| Wihr-au-Val | Walbach    | Turckheim            |

### Écarts et hameaux
- Les Coreaux
- Les Plains Champs
- Mochta
- L'Arrêtement
- Basse Baroche (altitude 500 mètres)
- Les Granges
- Bassatte
- Les Evaux
- Les Christés
- Le Chêne
- le Gazon
- Fraugré
- Bâa
- La Trinque
- Giragoutte
- Rochure
- Henzelle
- La Chapelle
- Les Fontenelles
- Faîte
- Rain de l’Église
- Rouge-Grange
- Cras
- L'enclos
- Gestion
- Leyman
- Goutte
- Moreyfontaine
- La Rochette
- Derrière la Roche
- L’Étang
- Les Mulles
- Derrière le château

Ces hameaux et écarts sont éparpillés dans de profonds vallons et sur les sommets les plus élevés, qui peuvent atteindre près de 800 mètres. Il existe à Basse Baroche une église sous le patronage de saint Michel.

### Géologie et relief
Hydrogéologie et climatologie : Système d’information pour la gestion de l’Aquifère rhénan, par le BRGM :
Territoire communal : Occupation du sol (Corinne Land Cover); Cours d'eau (BD Carthage),
Géologie : Carte géologique; Coupes géologiques et techniques,
 Hydrogéologie : Masses d'eau souterraine; BD Lisa; Cartes piézométriques.

### Sismicité
Commune située dans une zone 3 de sismicité modérée.

### Hydrographie
La commune est dans le bassin versant du Rhin au sein du bassin Rhin-Meuse. Elle est drainée par le Walbach,.

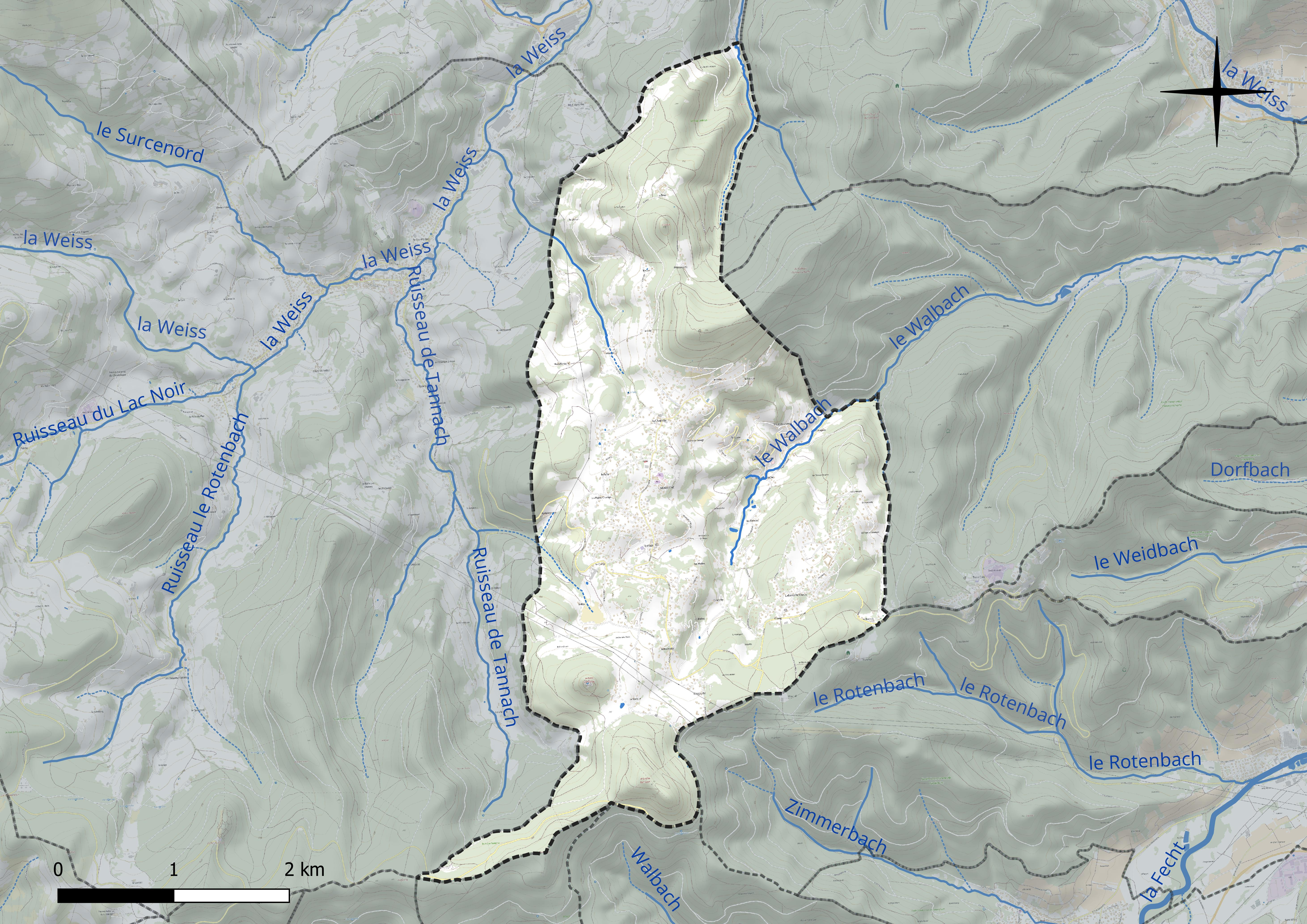
Réseau hydrographique de Labaroche.

### Climat
Pour des articles plus généraux, voir Climat du Grand Est et Climat du Haut-Rhin.
En 2010, le climat de la commune est de type climat de montagne, selon une étude du Centre national de la recherche scientifique s'appuyant sur une série de données couvrant la période 1971-2000. En 2020, Météo-France publie une typologie des climats de la France métropolitaine dans laquelle la commune est exposée à un climat semi-continental et est dans la région climatique  Vosges, caractérisée par une pluviométrie très élevée (1 500 à 2 000 mm/an) en toutes saisons et un hiver rude (moins de 1 °C). 
Pour la période 1971-2000, la température annuelle moyenne est de 8,1 °C, avec une amplitude thermique annuelle de 16,3 °C. Le cumul annuel moyen de précipitations est de 1 321 mm, avec 12,3 jours de précipitations en janvier et 11,3 jours en juillet. Pour la période 1991-2020, la température moyenne annuelle observée sur la station météorologique de Météo-France la plus proche, « Trois-Épis_sapc », sur la commune de Turckheim à 7 km à vol d'oiseau, est de 9,8 °C et le cumul annuel moyen de précipitations est de 804,5 mm. 
La température maximale relevée sur cette station est de 35,7 °C, atteinte le 7 août 2015 ; la température minimale est de −20 °C, atteinte le 13 janvier 1987,,. 
Les paramètres climatiques de la commune ont été estimés pour le milieu du siècle (2041-2070) selon différents scénarios d'émission de gaz à effet de serre à partir des nouvelles projections climatiques de référence DRIAS-2020. Ils sont consultables sur un site dédié publié par Météo-France en novembre 2022.

### Intercommunalité
Commune membre de la Communauté de communes de la Vallée de Kaysersberg.

### Voies de communications et transports

#### Voies routières
- A35 > Route départementale 83, Échangeur Houssen.
- D11 vers Tanach[11].
- D11.1 vers Ammerschwihr.

#### Transports en commun
- Transports en Alsace.
- Fluo Grand Est.

##### SNCF
- Gare de Walbach-La-Forge,
- Gare de Turckheim,

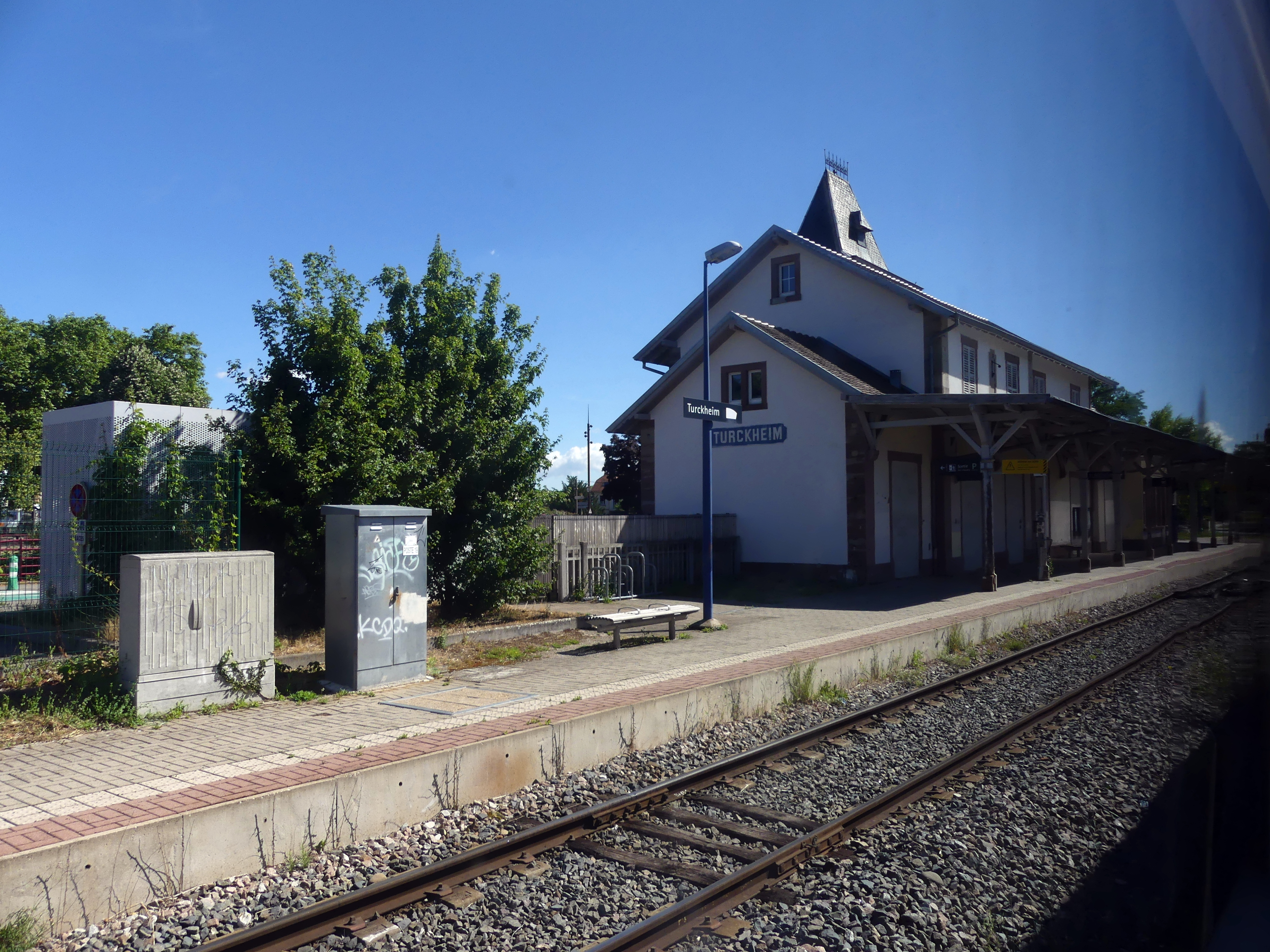
Gare de Turckheim.

- Gare de Wihr-au-Val - Soultzbach-les-Bains,
- Gare de Gunsbach - Griesbach,
- Gare d'Ingersheim.

## Urbanisme

### Typologie
Au 1er janvier 2024, Labaroche est catégorisée bourg rural, selon la nouvelle grille communale de densité à sept niveaux définie par l'Insee en 2022.
Elle appartient à l'unité urbaine de Labaroche, une unité urbaine monocommunale constituant une ville isolée,. Par ailleurs la commune fait partie de l'aire d'attraction de Colmar, dont elle est une commune de la couronne,. Cette aire, qui regroupe 95 communes, est catégorisée dans les aires de 50 000 à moins de 200 000 habitants,.

### Occupation des sols
L'occupation des sols de la commune, telle qu'elle ressort de la base de données européenne d’occupation biophysique des sols Corine Land Cover (CLC), est marquée par l'importance des forêts et milieux semi-naturels (58,6 % en 2018), en diminution par rapport à 1990 (59,6 %). La répartition détaillée en 2018 est la suivante : 
forêts (58,6 %), zones agricoles hétérogènes (18,9 %), zones urbanisées (14,6 %), prairies (7,9 %). L'évolution de l’occupation des sols de la commune et de ses infrastructures peut être observée sur les différentes représentations cartographiques du territoire : la carte de Cassini (XVIIIe siècle), la carte d'état-major (1820-1866) et les cartes ou photos aériennes de l'IGN pour la période actuelle (1950 à aujourd'hui).

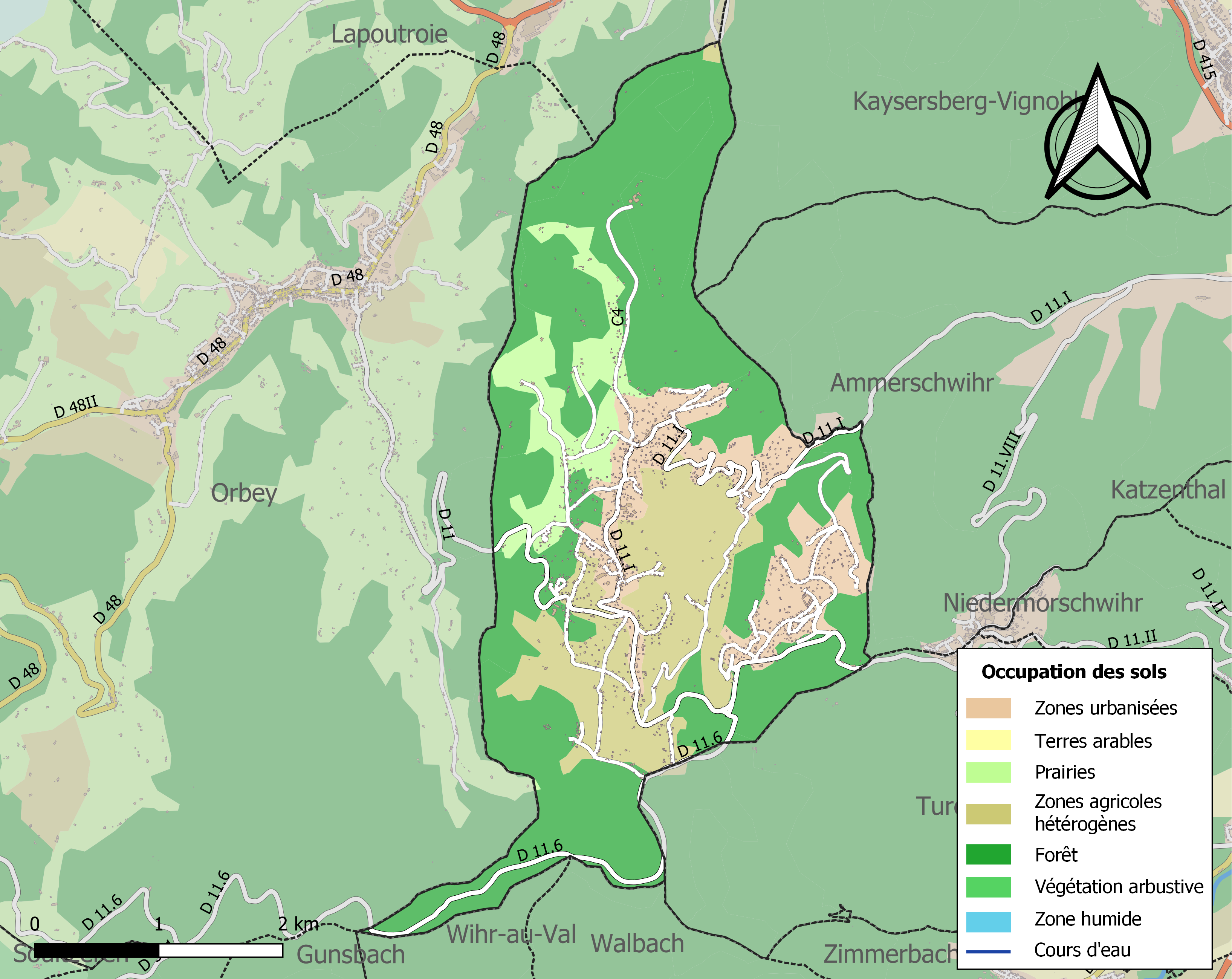
Carte des infrastructures et de l'occupation des sols de la commune en 2018 (CLC).

## Toponymie
Le nom de la localité est attesté sous les formes Festum en 1077, Ecclesia Celle en 1302, Zell en 1441, Payonzelleen 1564, Parochus loci Zell, vulgo La baroche XVIIe, Bas-Roche au XVIIe.
Labaroche semble représenter l'altération d'un *La Bazoche, ancien français issu du latin basilica « marché, puis église » (voir basilique, même étymologie et La Bazoche, Bazoches, etc.) que l'on retrouve dans La Baroche-sous-Lucé (Orne, Bazocha 1150) et La Baroche-Gondouin (Mayenne, Basilgia Gunduini 1111). Cette altération s'explique soit par l'attraction du mot paroisse < parocchia (voir Paroisse), soit par une fausse régression de -z- à -r-.
On n'y a jamais parlé l'alsacien mais le welche.
Fusion entre Hachimette et La Baroche qui formait une des quatre paroisses du Val d'Orbey.
En allemand Zell, en patois  Lè Barauwtch.

## Histoire

### La commune à travers les siècles
La commune, dominée par le château du Hohnack, apparaît en 1114 sous la dénomination « Festum », puis « Celle » en 1302 et enfin Labaroche au XVIe siècle. Vers le XIe siècle, l'abbaye de Saint-Dié possède des terres à Labaroche et la communauté qui s'y est formée prend le nom de Celle en référence aux cellules des moines.

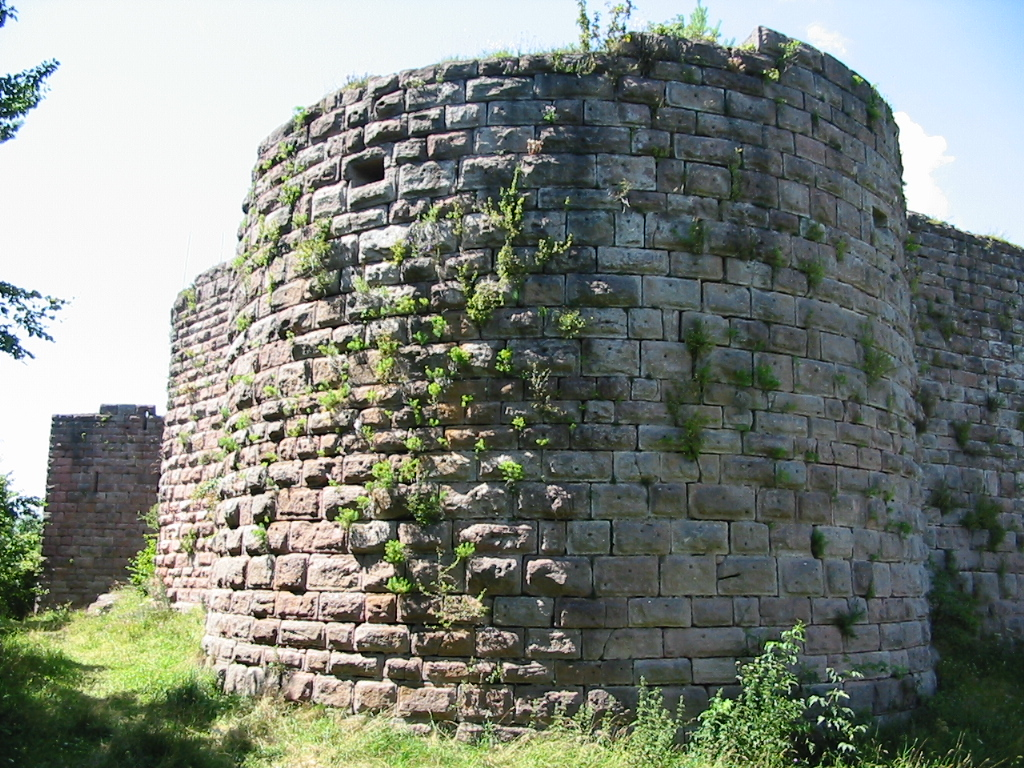
Château du Hohnack : vestiges des tours.

Du XIIe siècle à la Révolution, bien que francophone, le village appartient à des seigneurs allemands, les Ferrette, à l'évêque de Bâle, aux Ribeaupierre en tant que dépendance de leur château de Hohnack, puis à la ville de Colmar. Plus tard, le château revint à nouveau aux Ribeaupierre, sur lesquels il fut pris, en 1635, par les Français commandés par le régiment de Manicamp. Louis XIV le fit détruire en 1655.
Avant la guerre de Trente Ans, la paroisse de Labaroche englobe aussi Hachimette. Lors de ce conflit, la population est décimée. Après le traité de Westphalie, en 1648, Labaroche  est réintégrée dans le royaume de France, avec l'ensemble de la seigneurie. Au XVIIIe siècle, une agriculture se développe ainsi que l'élevage de bovins. Pendant la Révolution, les vestiges du Château du Hohnack sont vendus comme bien nationaux.
Lors de la guerre franco-allemande de 1870, le village fut l'enjeu d'un combat le 15 octobre 1870.
Devenue allemande en 1871, la commune reçoit le nom de Zell.
En 1914-1918, la commune est prise dans la bataille du Linge et au cours de la Seconde Guerre mondiale, Labaroche est bombardée et détruite à 90 % lors des combats de la poche de Colmar qui ont lieu pendant l'hiver 1944-1945. L'usine textile créée en 1929, ferme en 1956 et l'agriculture traditionnelle périclite, faisant place au tourisme.
La commune a été décorée le 30 janvier 1923 de la croix de guerre 1914-1918, et le 12 février 1949 elle recevra la croix de guerre 1939-1945.
Ernest Balthazard a par ailleurs été admis parmi les 4281 Justes parmi les nations de France pour avoir sauvé des personnes juives persécutées par le régime nazi et le gouvernement de Vichy.

### Légende du «mouchoir du diable»
La légende raconte comment aurait été fondé Labaroche :
Il se dit en pays welche qu'il y a bien longtemps, Labaroche n'était habitée que par des Hommes mauvais. Dieu, qui finit par être lassé de leur impiété et de leurs crimes, décida de livrer la ville aux affres de Satan, seigneur des enfers. Égayé par la promesse de tant d'âmes à récolter impunément, celui-ci fondit sur le village un immense mouchoir à la main. Une fois la commune à sa portée, le diable déploya son tissu afin de cueillir en une fois l'église et toutes les maisons de la commune pour les ramener aux enfers avec lui. La légende veut que pas une seule des dix-neuf-cents maisons établies jadis à Labaroche n'échappa à ce méfait.
Mais tandis que le Satan exultait et se dirigeait vers son royaume, il fut arrêté net près du Veurvônnais par un bruit sourd. Se retournant, il ne put que constater que son immense mouchoir venait d'être déchiré d'un coup de lance par une auguste silhouette : celle de son grand ennemi l'archange saint Michel. Effrayé par ce soudain assaut et poursuivi par l'archange rédempteur, le seigneur des abîmes tenta de fuir : il courut à travers les monts et les vallées de Labaroche en laissant choir de son étoffe percée toutes les habitations qu'il avait moissonnées. Par ce biais, de petits hameaux se dispersèrent çà et là sur le territoire de la commune, formant les lieux-dits et écarts que l'on connait encore aujourd'hui : Giragoutte, les Evaux, la Place et encore beaucoup d'autres. Une fois arrivé à Basse Baroche, il ne restait guère que l'église dans le mouchoir et celle-ci tomba en ce lieu lorsque dans un énième soubresaut, le diable essaya d'éviter un autre des assauts de saint Michel.
Son mouchoir désormais vide et humilié par l'archange, Satan rentra dans son antre et paya pendant longtemps son larcin avorté. Depuis ce jour, les habitants du village jurèrent tous leur foi en Dieu et en leur désormais protecteur l'archange saint Michel et les lieux-dits disséminés par le mouchoir du démon demeurèrent, témoignant pour l'éternité de la précédente lutte entre ciel et enfer.

### Héraldique
| Blason | Blasonnement : D'argent à trois têtes d'aigle arrachées de sable, becquées et couronnées d'or, lampassées de gueules. Commentaires : La commune a adopté en 1974 les armoiries de la seigneurie de Hohnack dont les ruines du château éponyme dominent le village. |

## Politique et administration

### Budget et fiscalité 2021

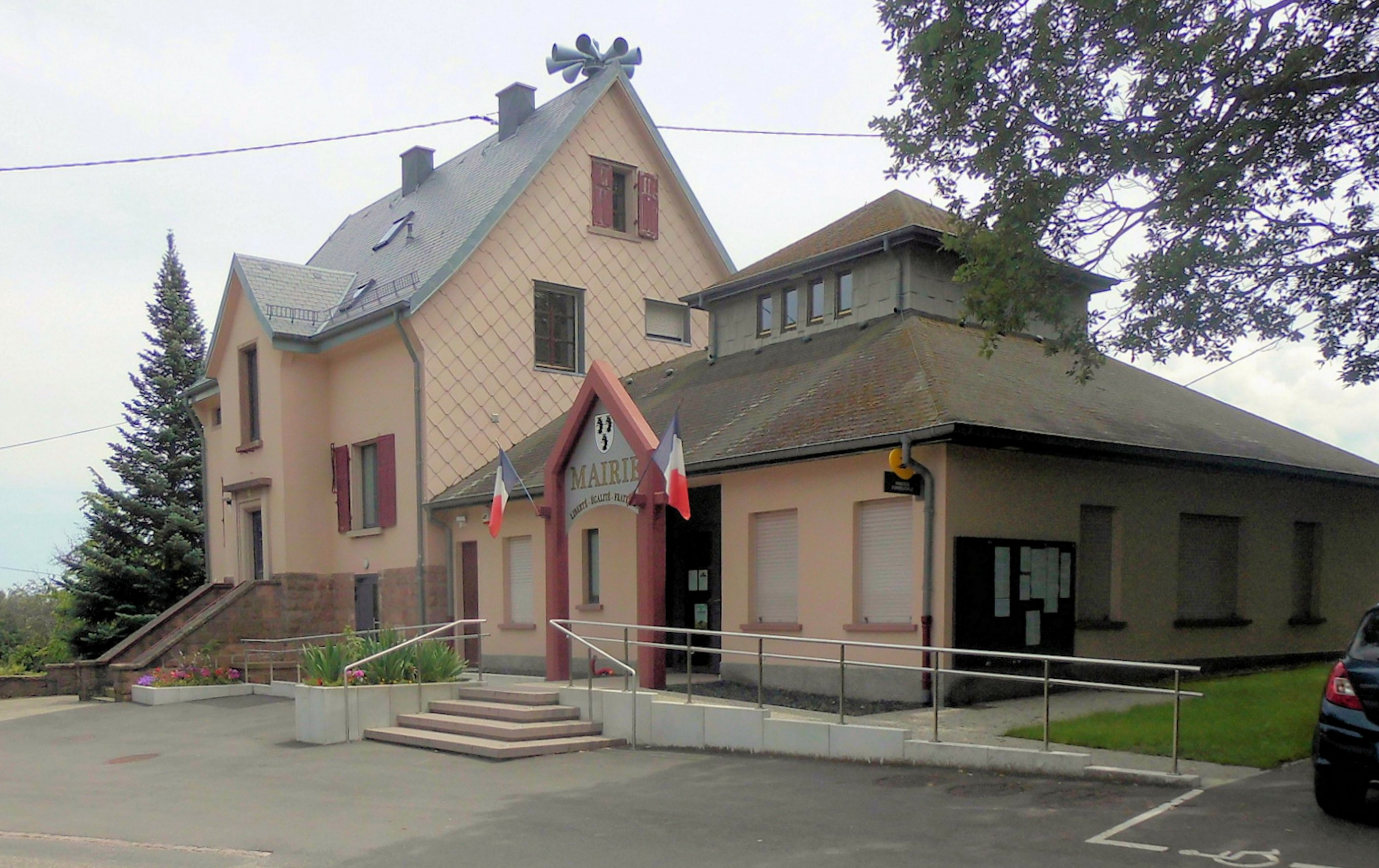
La mairie.

En 2021, le budget de la commune était constitué ainsi :
- total des produits de fonctionnement : 1 653 000 €, soit 746 € par habitant ;
- total des charges de fonctionnement : 1 343 000 €, soit 606 € par habitant ;
- total des ressources d'investissement : 329 000 €, soit 149 € par habitant ;
- total des emplois d'investissement : 484 000 €, soit 219 € par habitant ;
- endettement : 1 438 000 €, soit 649 € par habitant.

Avec les taux de fiscalité suivants :
- taxe d'habitation : 10,69 % ;
- taxe foncière sur les propriétés bâties : 26,00 % ;
- taxe foncière sur les propriétés non bâties : 76,13 % ;
- taxe additionnelle à la taxe foncière sur les propriétés non bâties : 0,00 % ;
- cotisation foncière des entreprises : 0,00 %.

Chiffres clés Revenus et pauvreté des ménages en 2020 : médiane en 2020 du revenu disponible, par unité de consommation : 26 170 €.

## Économie

### Entreprises et commerces

#### Agriculture
- Élevage de vaches laitières
- Élevage d'autres animaux.

#### Tourisme
- Restauration traditionnelle.
- Hébergements et restauration.

#### Commerces
- Commerces et services.

## Population et société

### Démographie

#### Évolution démographique
L'évolution du nombre d'habitants est connue à travers les recensements de la population effectués dans la commune depuis 1793. Pour les communes de moins de 10 000 habitants, une enquête de recensement portant sur toute la population est réalisée tous les cinq ans, les populations de référence des années intermédiaires étant quant à elles estimées par interpolation ou extrapolation. Pour la commune, le premier recensement exhaustif entrant dans le cadre du nouveau dispositif a été réalisé en 2008.

En 2022, la commune comptait 2 174 habitants, en évolution de −0,78 % par rapport à 2016 (Haut-Rhin : +0,66 %, France hors Mayotte : +2,11 %).
| 1793  | 1800  | 1806  | 1821  | 1831  | 1836  | 1841  | 1846  | 1851  |
| ----- | ----- | ----- | ----- | ----- | ----- | ----- | ----- | ----- |
| 1 500 | 1 457 | 1 426 | 1 717 | 2 014 | 2 021 | 2 055 | 2 228 | 2 303 |

| 1856  | 1861  | 1866  | 1871  | 1875  | 1880  | 1885  | 1890  | 1895  |
| ----- | ----- | ----- | ----- | ----- | ----- | ----- | ----- | ----- |
| 2 085 | 2 111 | 2 057 | 2 072 | 1 902 | 1 875 | 1 812 | 1 777 | 1 688 |

| 1900  | 1905  | 1910  | 1921  | 1926  | 1931  | 1936  | 1946 | 1954  |
| ----- | ----- | ----- | ----- | ----- | ----- | ----- | ---- | ----- |
| 1 704 | 1 591 | 1 495 | 1 280 | 1 161 | 1 170 | 1 162 | 970  | 1 122 |

| 1962  | 1968  | 1975  | 1982  | 1990  | 1999  | 2006  | 2008  | 2013  |
| ----- | ----- | ----- | ----- | ----- | ----- | ----- | ----- | ----- |
| 1 103 | 1 157 | 1 204 | 1 483 | 1 676 | 1 985 | 2 175 | 2 229 | 2 222 |

| 2018  | 2022  | - | - | - | - | - | - | - |
| ----- | ----- | - | - | - | - | - | - | - |
| 2 138 | 2 174 | - | - | - | - | - | - | - |

### Enseignement
Établissements d'enseignements :
- École maternelle et primaire.
- Collèges à Orbey, Kaysersberg Vignoble, Ingersheim, Wintzenheim, Colmar.
- Lycées à Wintzenheim, Ingersheim, Munster, Colmar.

### Santé
Professionnels et établissements de santé :
- Médecins à Labaroche, Orbey, Kaysersberg.
- Pharmacies à Labaroche, Orbey, Kaysersberg.
- Hôpitaux à Orbey, Kaysersberg.

### Cultes
- Culte catholique, Communauté de paroisses St Bernard du Pays welche[41], Diocèse de Strasbourg.

## Lieux et monuments

### Ruines du château féodal du Petit Hohnack
Propriété de la commune, le château du Petit Hohnack est classé monument historique depuis 1905. Construit au XIIe siècle par les comtes d'Eguisheim, il sera démantelé en 1655 sur ordre de Louis XIV.
Le site reste remarquable : une bonne partie de l'enceinte polygonale demeure, ainsi que des parties importantes des tours et du donjon. Les vestiges ont été restaurés et consolidés au XXe siècle,,.

### Patrimoine religieux

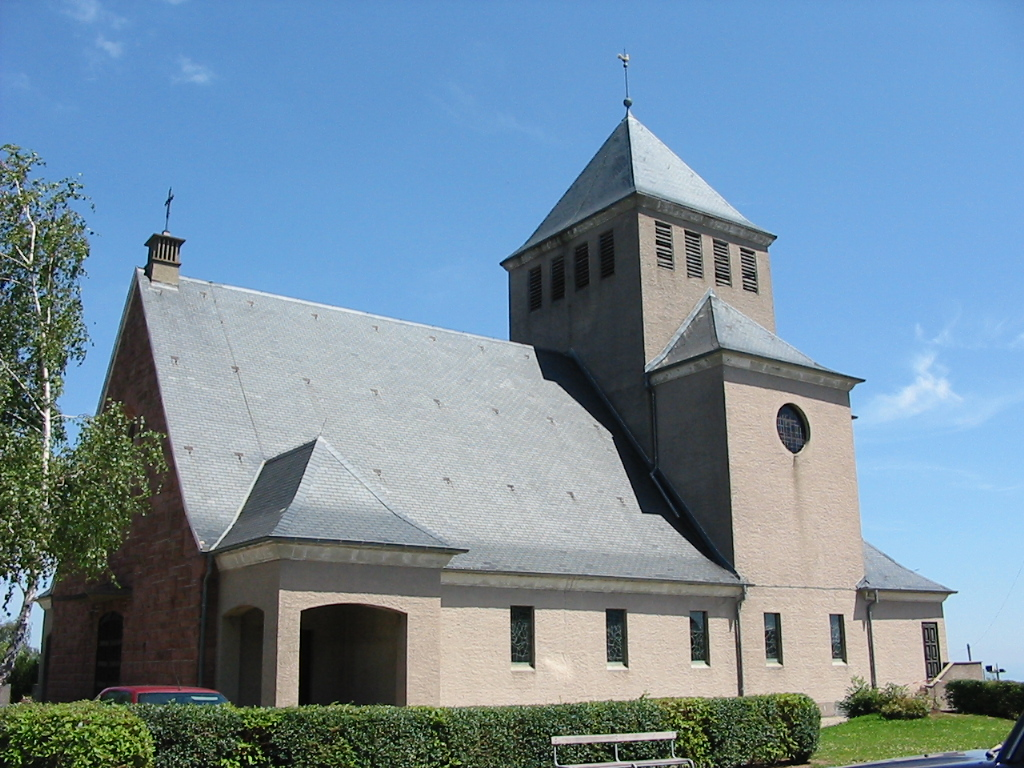
L'église Saint-Joseph.
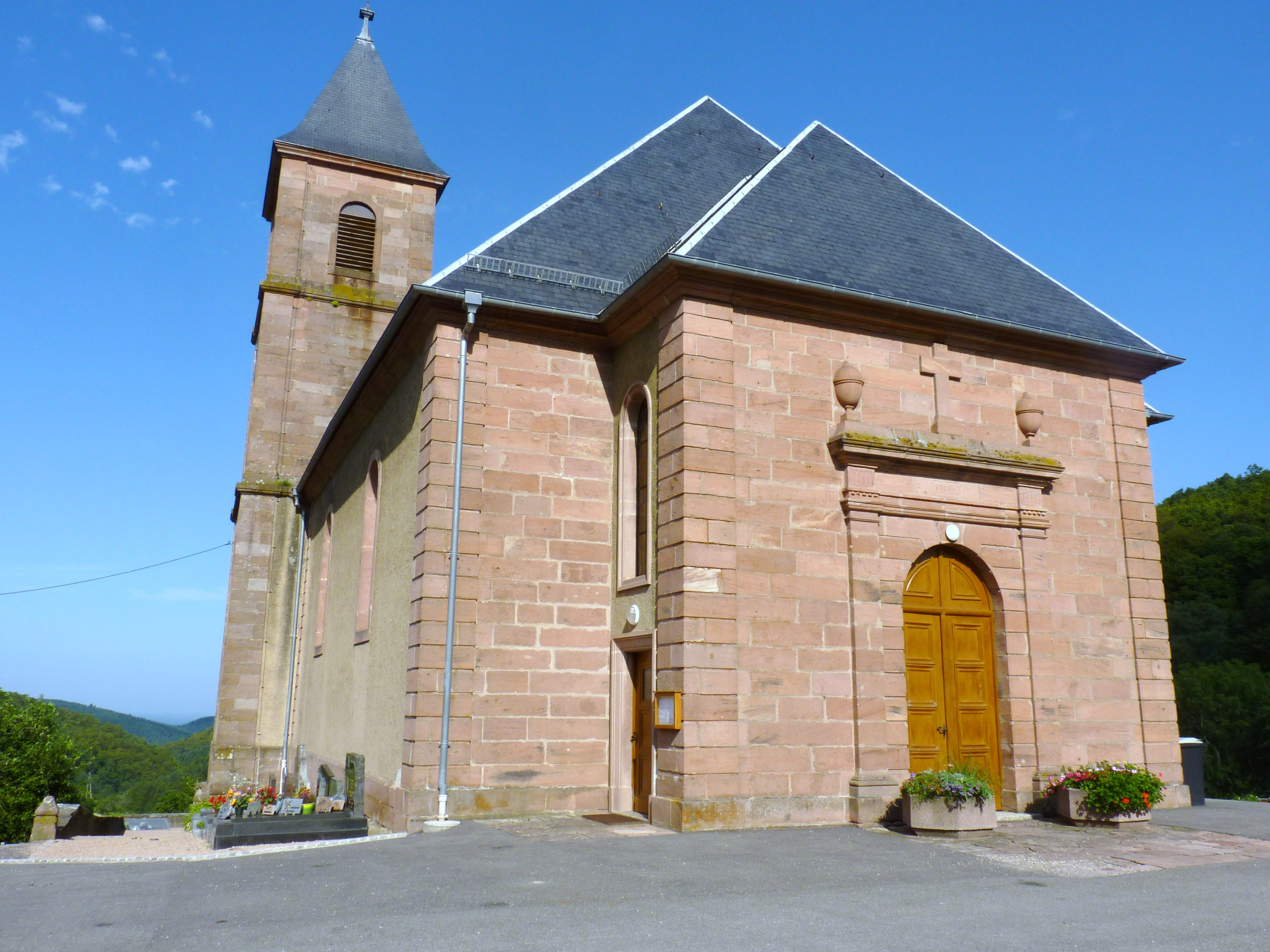
Église Saint-Michel au lieu-dit Basse Baroche (Labaroche).
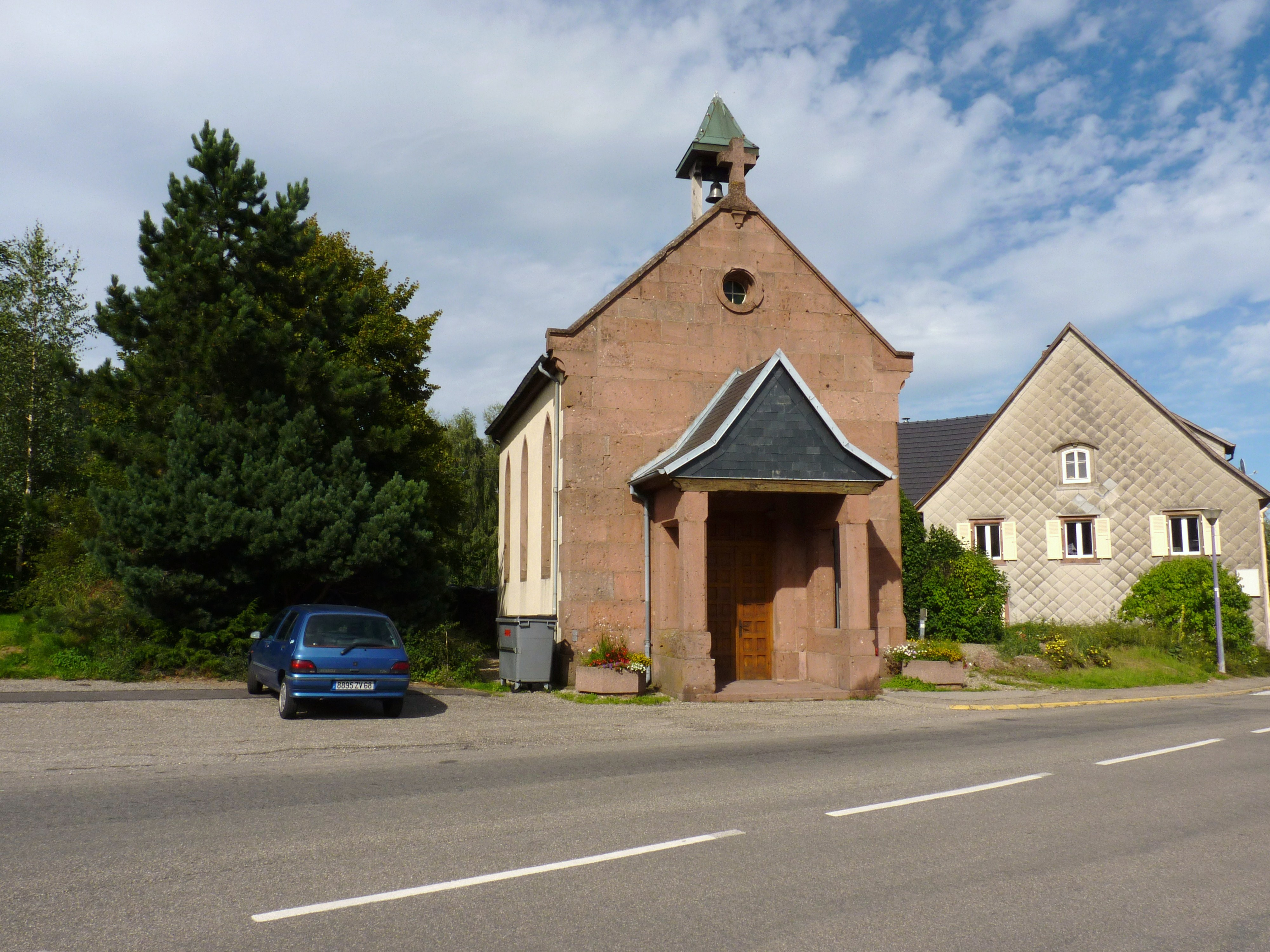
Chapelle Saint-Wandrille.
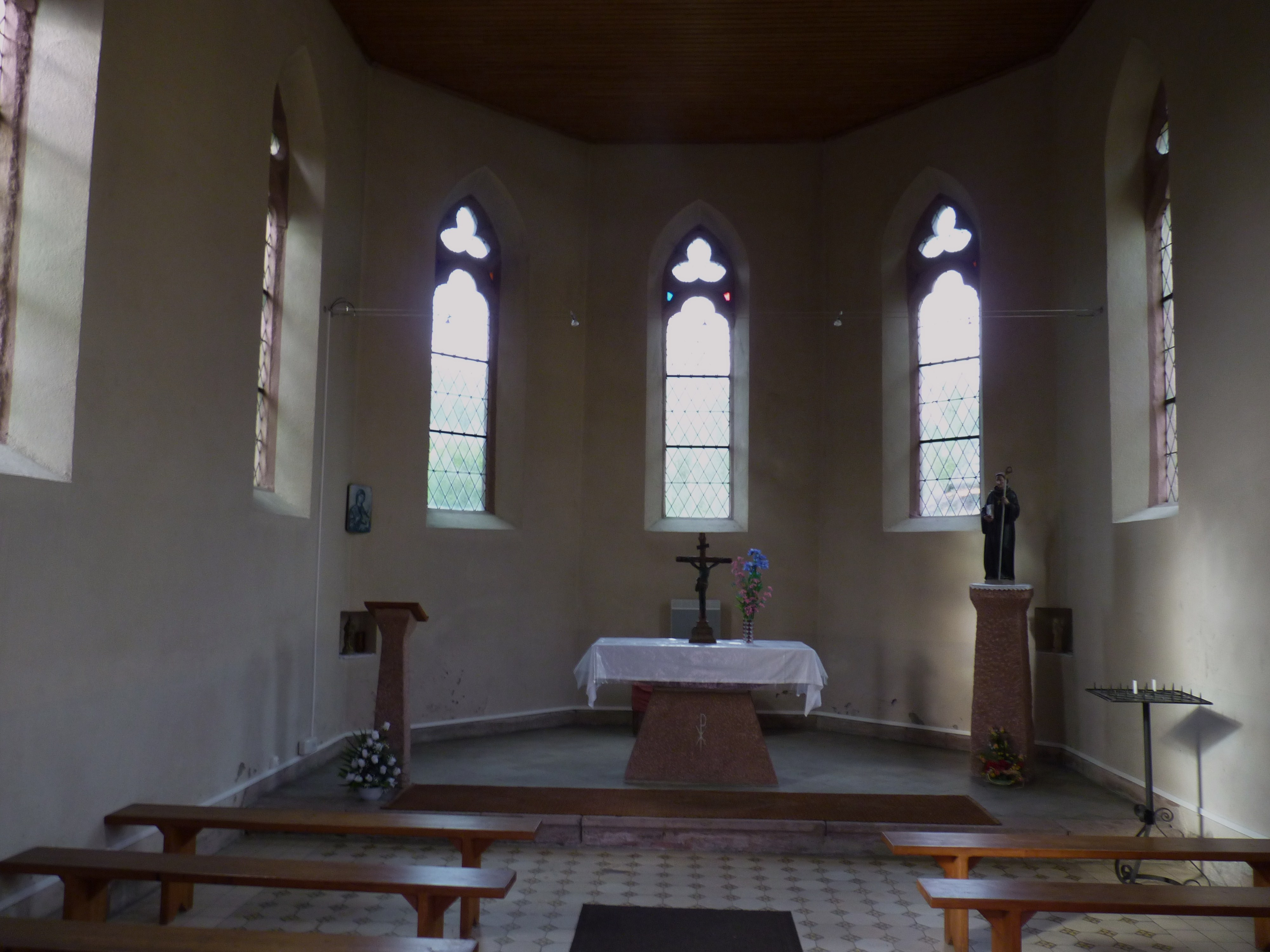
Nef de la Chapelle Saint-Wandrille.

#### Église Saint-Michel (1787)
Cette église-halle est construite au sommet d'une colline rasée, étayée par des murs de soutènement, à Basse Baroche. La toiture du clocher, érigée sur le transept gauche, est refaite en 1836 et celle de la nef en 1854, une tempête l'ayant en partie détruite trois ans avant. Une horloge est installée également en 1854. L'église est incendiée en janvier 1945, lors des combats de la Libération. Elle est reconstruite sur le modèle de l'ancien en conservant la façade de 1787 et l'entrée de style classique, mais sa longueur est diminuée.
L'orgue Antoine Bois, 1996 (instrument actuel).

#### Église Saint-Joseph et Saint-Wandrille (1955)
Financée par les indemnités versées au titre des dommages de guerre, la construction de cette église moderne s'étend sur six années. Comportant une nef, un transept et un chœur, son plan général respecte la croix latine. Cependant celle-ci est intégrée, à la base, dans une construction rectangulaire et les bras du transept ne se détachent visiblement de la nef que dans leur partie supérieure. La nudité de la grande et large façade est rompue par l'oculus qui domine le portail.

#### Chapelle Saint-Wandrille (1868-1869)
Dans sa pérégrination, après avoir séjourné au monastère de Romainmôtier, au pied du Jura, saint Wandrille a pu remonter vers le nord et se fixer pour un temps dans les Vosges. Il aurait ainsi construit à Labaroche un petit oratoire, bien qu'aucune chronique ne l'affirme. Ce qui semble plus plausible, c'est qu'au Moyen Âge des moines défricheurs venus de l'abbaye de Fontenelle soient passés par Labaroche et y aient apporté le culte de saint Wandrille leur patron. Il existe d'ailleurs à Labaroche un lieu-dit qui s'appelle « Les Fontenelles » qui a peut-être un rapport avec cette abbaye. Depuis une date immémorable, il existe une chapelle Saint-Wandrille à Labaroche. La chapelle actuelle fut construite entre 1868-1869. Gravement endommagée pendant la Seconde Guerre mondiale, elle fut peu à peu restaurée et rendue au culte le 6 août 1978,. Des centaines d'impacts de balles sont encore visibles aujourd'hui sur la façade de la chapelle et témoignent de l'intensité des combats.

### Monument aux morts
Monument aux morts : Conflits commémorés : Guerres 1914-1918 - 1939-1945,.

### Calvaires
Circuits des calvaires :
- Circuit Bleu "Église",
- Circuit mauve "La chapelle",
- Circuit vert "Place".

### Musée des métiers du bois

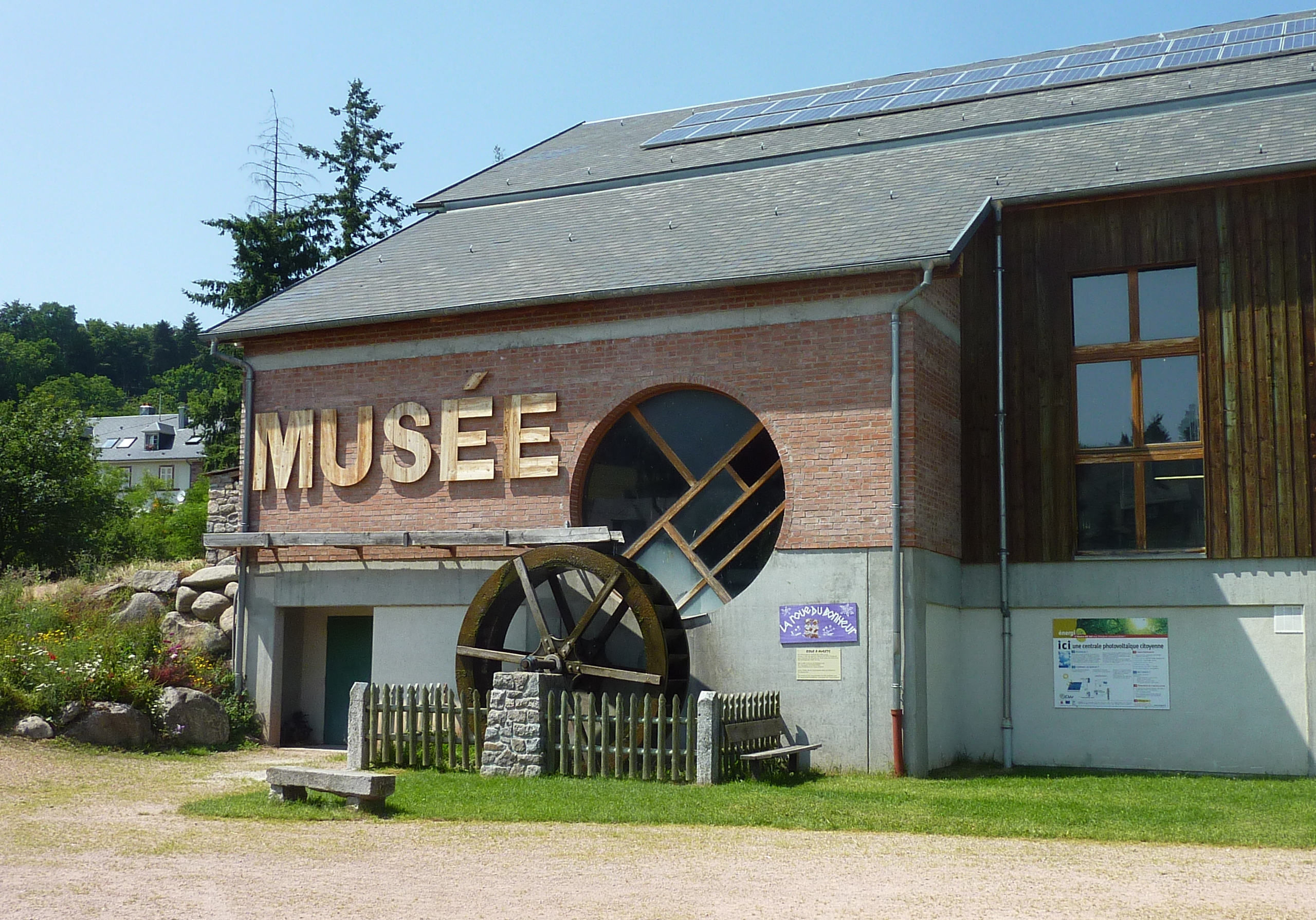
Vue extérieure du Musée du bois de Labaroche.
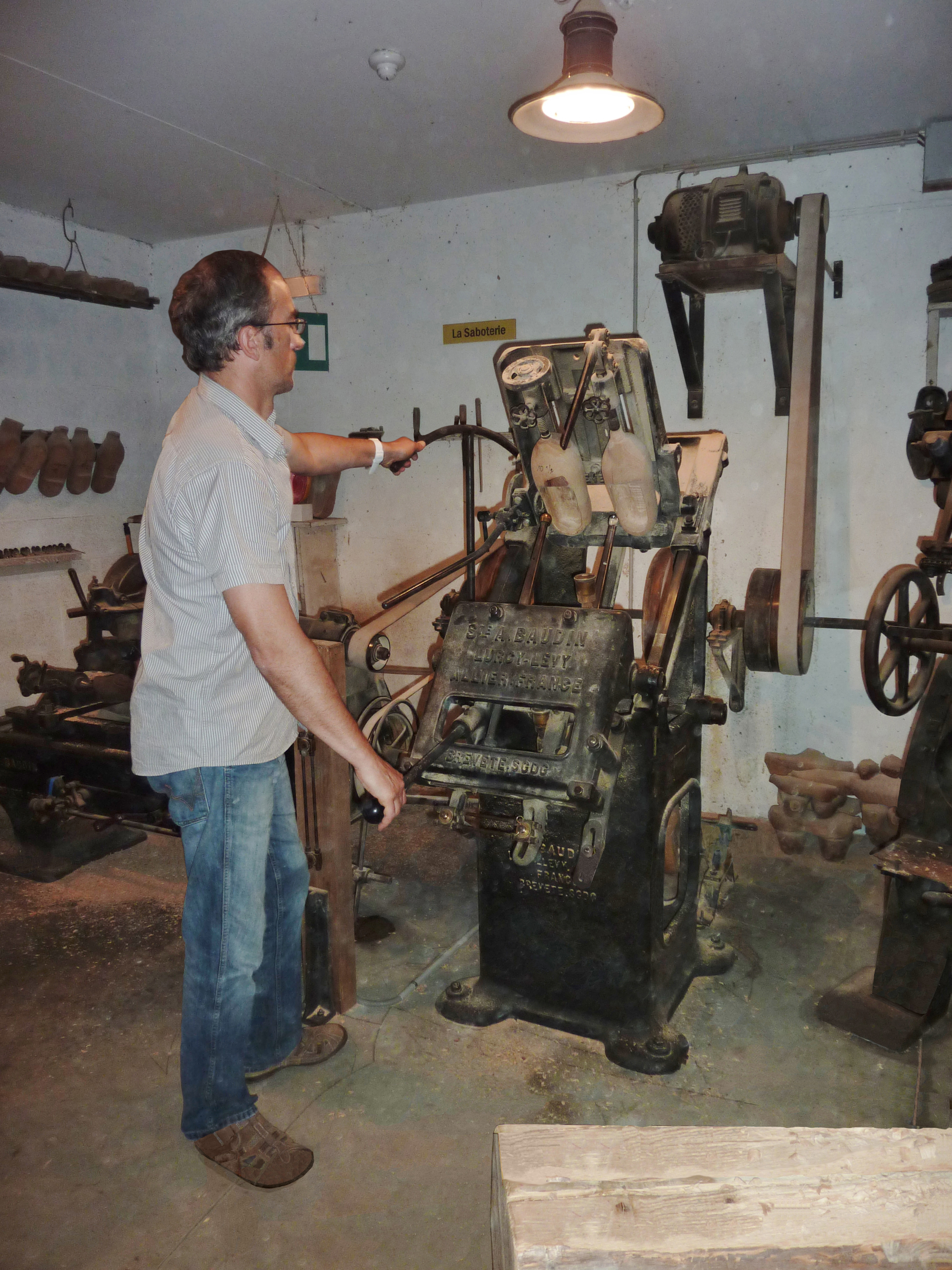
Démonstration fabrication sabots au Musée du bois.
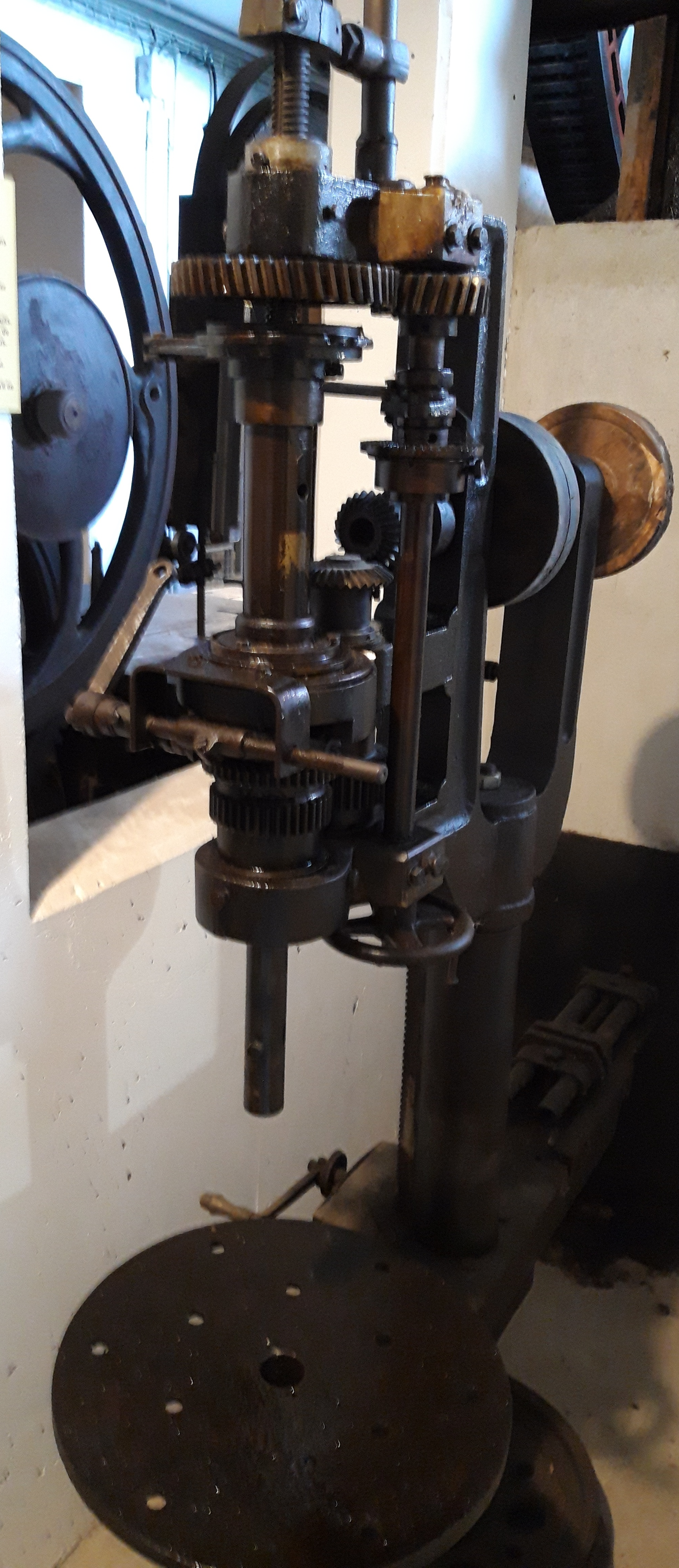
Machine-outil fabriquée en 1945 à partir de pièces récupérées sur un char allemand, musée du bois
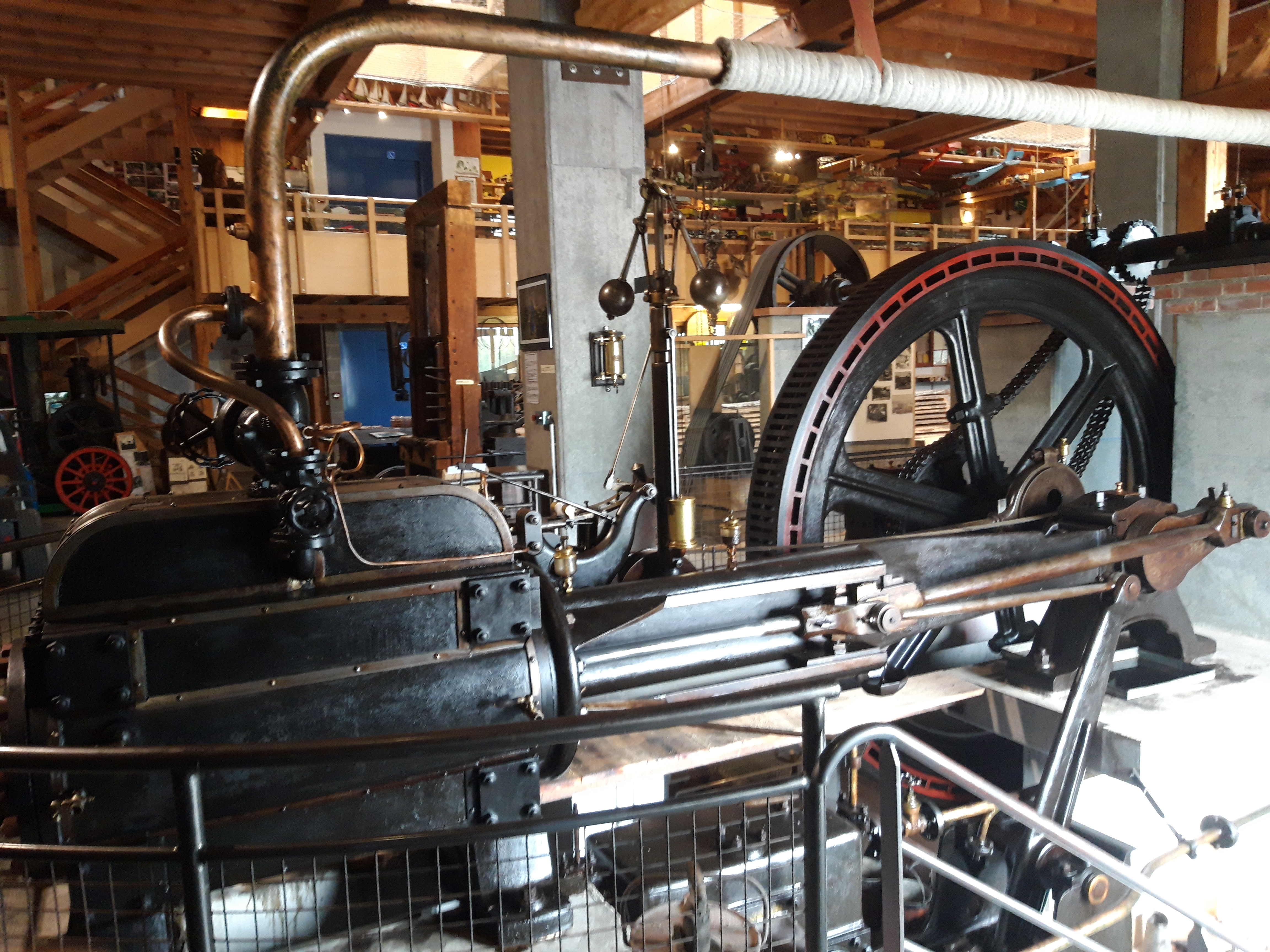
Machine à vapeur datant de 1896, utilisée pour faire fonctionner les outils de la scierie.
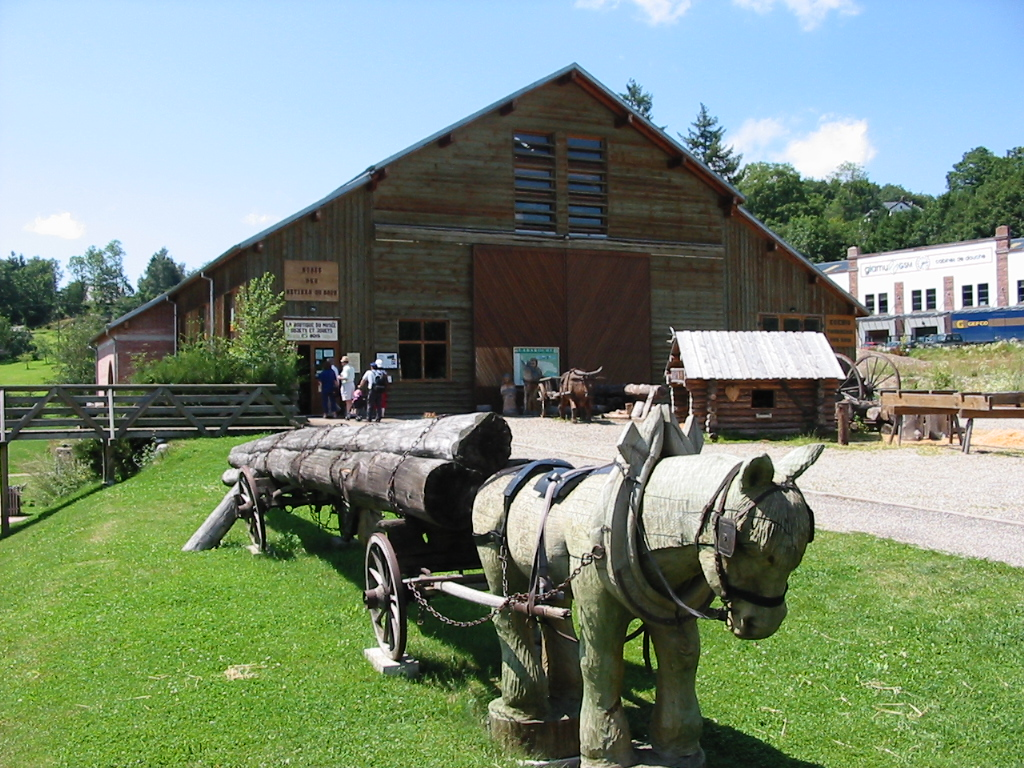
Le Musée des métiers du bois.

En 1989, quelques collectionneurs passionnés par le patrimoine forestier décident de récupérer les pièces d'une scierie désaffectée. Désireux d'offrir au public un témoignage de la vie d’autrefois à Labaroche, ils obtiennent en 1991 le soutien  de la commune. Peu à peu, ils collectionnent des outils et des machines de menuiseries, de sabotiers et d'usage agricole en rapport avec le bois.
En 1996, la commune obtient les subventions nécessaires à la construction d’un bâtiment capable d'abriter un musée. La charpente est réalisée avec 360 m3  de bois de résineux local, et la construction s'étale de 1996 à 1997.
En 2000, la plus grosse machine — le haut-fer (scie à grumes) — est mise en route grâce au remontage des pièces de la scierie.
Le Musée est dirigé par une association regroupant 40 bénévoles de tous horizons (ingénieurs, ouvriers, mécaniciens, enseignants, retraités, etc.).
Le Musée des métiers du bois, occupant 2 000 m2, est consacré à la découverte de l'arbre dans la forêt et du travail du bois de la fin du XIXe siècle au début du XXe siècle. La visite d'environ 2h30 se fait en compagnie de guides qui font fonctionner différents outils et machines en en expliquant le fonctionnement : une machine à vapeur (année 1896), un haut fer, des tours reproducteurs de manches de haches, une saboterie etc. Un espace pédagogique est consacré à la compréhension de l'arbre (le regarder, le toucher, le sentir). Un secteur est réservé à l'exposition d'une collection d'environ 900 jouets en bois.

## Personnalités liées à la commune
- Edmond Goblot, philosophe et mathématicien, mort à Labaroche en 1935.
- Yann Claudepierre, triple champion du monde de canoë.
- André Barbault (1920-2019), astrologue.